# Migliori prestazioni europee nei 50 metri ostacoli
La lista delle migliori prestazioni europee nei 50 metri ostacoli, aggiornata periodicamente dalla World Athletics, raccoglie i migliori risultati di tutti i tempi degli atleti europei nella specialità dei 50 metri ostacoli.

## Maschili

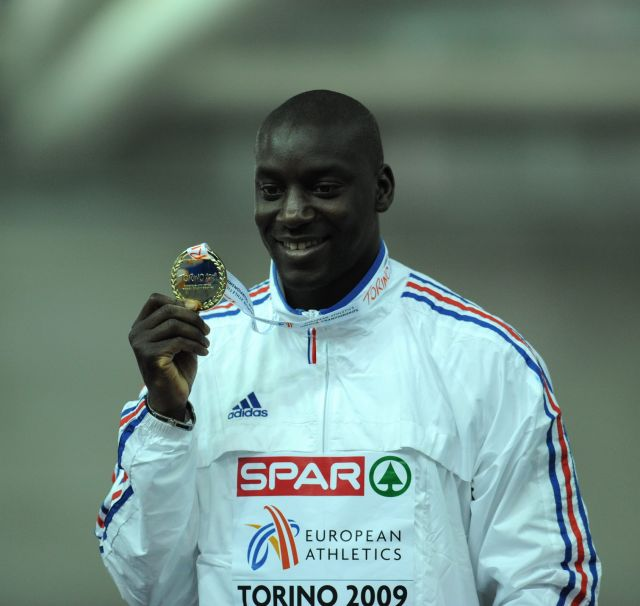
Ladji Doucouré, detentore del record europeo dei 50 m ostacoli

Statistiche aggiornate al 19 giugno 2022.
|    | Tempo | Atleta           | Luogo        | Data             |
| -- | ----- | ---------------- | ------------ | ---------------- |
| 1. | 6"36  | Ladji Doucouré   | Liévin       | 26 febbraio 2005 |
| 2. | 6"39  | Mark Mckoy       | Mosca        | 27 gennaio 1995  |
| 3. | 6"40  | Colin Jackson    | Budapest     | 5 febbraio 1999  |
| 4. | 6"41  | Igor Kováč       | Praga        | 15 febbraio 1992 |
| 5. | 6"44  | Yevgeniy Borisov | Liévin       | 10 febbraio 2009 |
| 6. | 6"45  | Thomas Munkelt   | Ottawa       | 10 febbraio 1979 |
| 7. | 6"46  | Frank Siebeck    | Berlino      | 3 febbraio 1974  |
| 7. | 6"46  | Robert Kronberg  | Sindelfingen | 4 marzo 2001     |
| 9. | 6"47  | Arto Bryggare    | Grenoble     | 22 febbraio 1981 |
| 9. | 6"47  | Jiří Hudec       | Praga        | 15 febbraio 1992 |
| 9. | 6"47  | Mike Fenner      | Bad Segeberg | 29 gennaio 1994  |

## Femminili

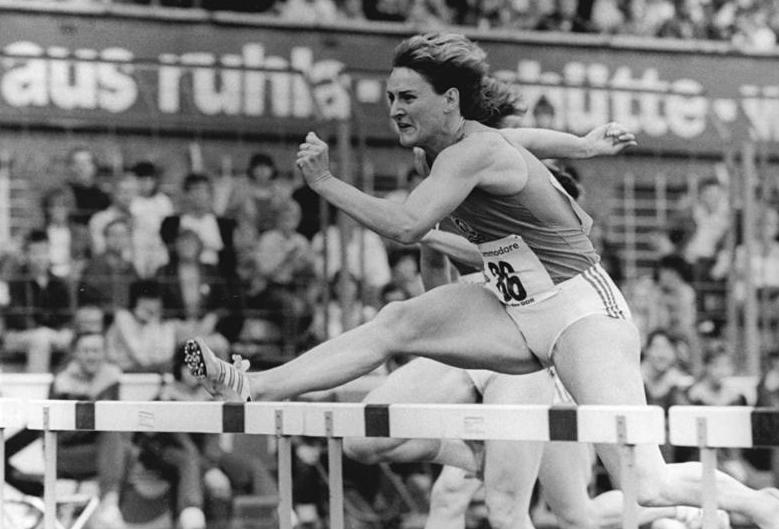
Cornelia Oschkenat, primatista europea dei 50 m ostacoli

Statistiche aggiornate al 19 giugno 2022.
|     | Tempo | Atleta                   | Luogo     | Data             |
| --- | ----- | ------------------------ | --------- | ---------------- |
| 1.  | 6"58  | Cornelia Oschkenat       | Berlino   | 20 febbraio 1988 |
| 2.  | 6"65  | Gloria Siebert           | Berlino   | 20 febbraio 1988 |
| 2.  | 6"65  | Ludmila Engquist         | Grenoble  | 7 febbraio 1993  |
| 4.  | 6"67  | Susanna Kallur           | Stoccolma | 21 febbraio 2008 |
| 5.  | 6"70  | Brigita Bukovec          | Budapest  | 5 febbraio 1999  |
| 6.  | 6"73  | Julie Baumann            | Grenoble  | 7 febbraio 1993  |
| 6.  | 6"73  | Yuliya Graudyn-Filippova | Mosca     | 27 gennaio 1995  |
| 8.  | 6"74  | Annelie Ehrhardt         | Berlino   | 4 febbraio 1973  |
| 8.  | 6"74  | Zofia Bielczyk           | Grenoble  | 21 febbraio 1981 |
| 10. | 6"75  | Kristin Patzwahl         | Berlino   | 5 febbraio 1989  |
| 10. | 6"75  | Patricia Girard          | Liévin    | 13 febbraio 2000 |
| 10. | 6"75  | Josephine Onyia          | Stoccolma | 21 febbraio 2008 |